# António de Araújo e Azevedo
António de Araújo e Azevedo, primer comte da Barca (Ponte de Lima, (14 de maig de 1754 — 21 de juny de 1817) va ser un diplomàtic, científic, polític i escriptor portuguès.

## Biografia
António de Araújo de Azevedo nasqué a Ponte de Lima, una parròquia (freguesia) de Sá, propera a Ponte da Barca dins una família noble. Mai es va casar ni va deixar descendents. Al seu enterrament només hi acudiren dues personalitats les dues estrangeres: el francès Jean-Baptiste Maler i l'encarregat de negocis estatunidenc John James Appleton.
Araújo estudia Filosofia a la Universitat de Coimbra, després estudià matemàtiques i història.

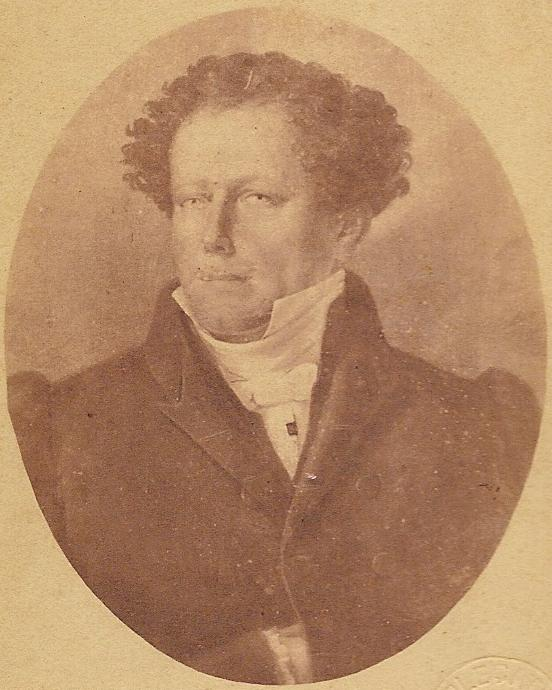
Antonio de Araújo Azevedo, Conde da Barca.

A Portugal, organitzà l'any 1779 una Sociedade Económica dos Amigos do Bem Público. Va ser ministre i ambaixador extraordinari al Tribunal de l'Haia (1787), negociant el tractat de pau entre Portugal i França (tractat que no va ser ratificat per les intrigues del seu gran enemic Rodrigo de Sousa Coutinho).
També va ser ministre plenipotenciari a la República Francesa el 1795, 1797 i 1801. Després va ser transferit a Sant Petersburg on hi va passar tres anys. Va ser un dels consellers que més va incentivar l'anada de la família Reial a Brasil.
Araújo arribà a Rio de Janeiro el 6 de març de 1808. S'establí en un palauet a la rua do Passeio, on es dedicà exclusivament a treballs científics. Va perdre el favor del rei.
A la seva residència organitzà un jardí botànic on cultivà més de 1.500 espècies de plantes que va catalogar sota el nom d'Hortus araujensis.
L'any 1814 tornà a la política, essent nomenat Ministro da Marinha, quan morí el Conde das Galveias. Aquest any amb un alambí del tipus escocès destil·la begudes.
Davant del clamor del poble de Madeira per tal que s'abolís el tribunal de la Inquisició portuguesa, Araújo suggerí que el rei João VI l'abolís però això no es va portar a terme per la negativa del Papa Pius VII.
Va intercedir davant el Príncep Regent per a elevar Brasil a la categoria de Reino Unido de Portugal, Brasil e Algarve, cosa que es va fer el 15 de desembre de l'any 1815.
També col·leccionà obres d'art.

## Obres publicades
No hi ha referències sobre el fet que s'hagi publicat el catàleg de plantes Hortus araujensis:
- versió il·lustrada de Osmia, tragédia coroada pela Academia Real das Ciências de Lisboa, Lisboa, 17??;
- Ode a Dryden para o dia de Santa Cecília, traduzida em português, (Hamburg, 1799), amb tres odes de Gray ;
- Tradução da Elegia de Gray, composta no cemitério de uma igreja de aldeia, s.l. e s.d. (probablement Hamburg, ?);
- Ramalhete, 1841;
- Resposta ou refutação da carta de um vassalo nobre ao seu Rei, sem o nome do autor, no Investigador Português, XXXVI, 1814;
- Memória em defesa de Camões contra Mr. de la Harpe, nas Memórias de Literatura da Academia Real das Ciências, tomo VII;
- Representação a El-Rei D. João VI, no Campeão Português, Londres, volume I.